# Creatonotos isabellina
Creatonotos isabellina är en fjärilsart som beskrevs av Walker 1855. Creatonotos isabellina ingår i släktet Creatonotos och familjen björnspinnare. Inga underarter finns listade i Catalogue of Life.